# الکساندرا، ویکتوریا
الکساندرا (به انگلیسی: Alexandra) یک شهرک در استرالیا است که در ویکتوریا (استرالیا) واقع شده‌است.